# Sphaeromopsis merohirsutus
Sphaeromopsis merohirsutus is een pissebed uit de familie Sphaeromatidae. De wetenschappelijke naam van de soort is voor het eerst geldig gepubliceerd in 2004 door Ortiz, Lalana & Varela.